# Moyencourt-lès-Poix
Moyencourt-lès-Poix ne doit pas être confondue avec une autre commune de la Somme située plus à l'est, Moyencourt.
Moyencourt-lès-Poix est une commune française située dans le département de la Somme, en région Hauts-de-France.

## Géographie

### Localisation
Moyencourt-lès-Poix est un village picard de l'Amiénois.
À vol d'oiseau, la localité est située à 5 km au nord-est de Poix-de-Picardie, 21 km au sud-est d'Amiens, 37 km au sud-est d'Abbeville et à 40 km au nord de Beauvais.
Le territoire de la commune est limitrophe de ceux de huit communes.
Les communes limitrophes sont Blangy-sous-Poix, Bussy-lès-Poix, Courcelles-sous-Moyencourt, Croixrault, Famechon, Frémontiers, Namps-Maisnil et Quevauvillers.

### Hydrographie
La commune est située dans le bassin Artois-Picardie. Elle n'est drainée par aucun cours d'eau.

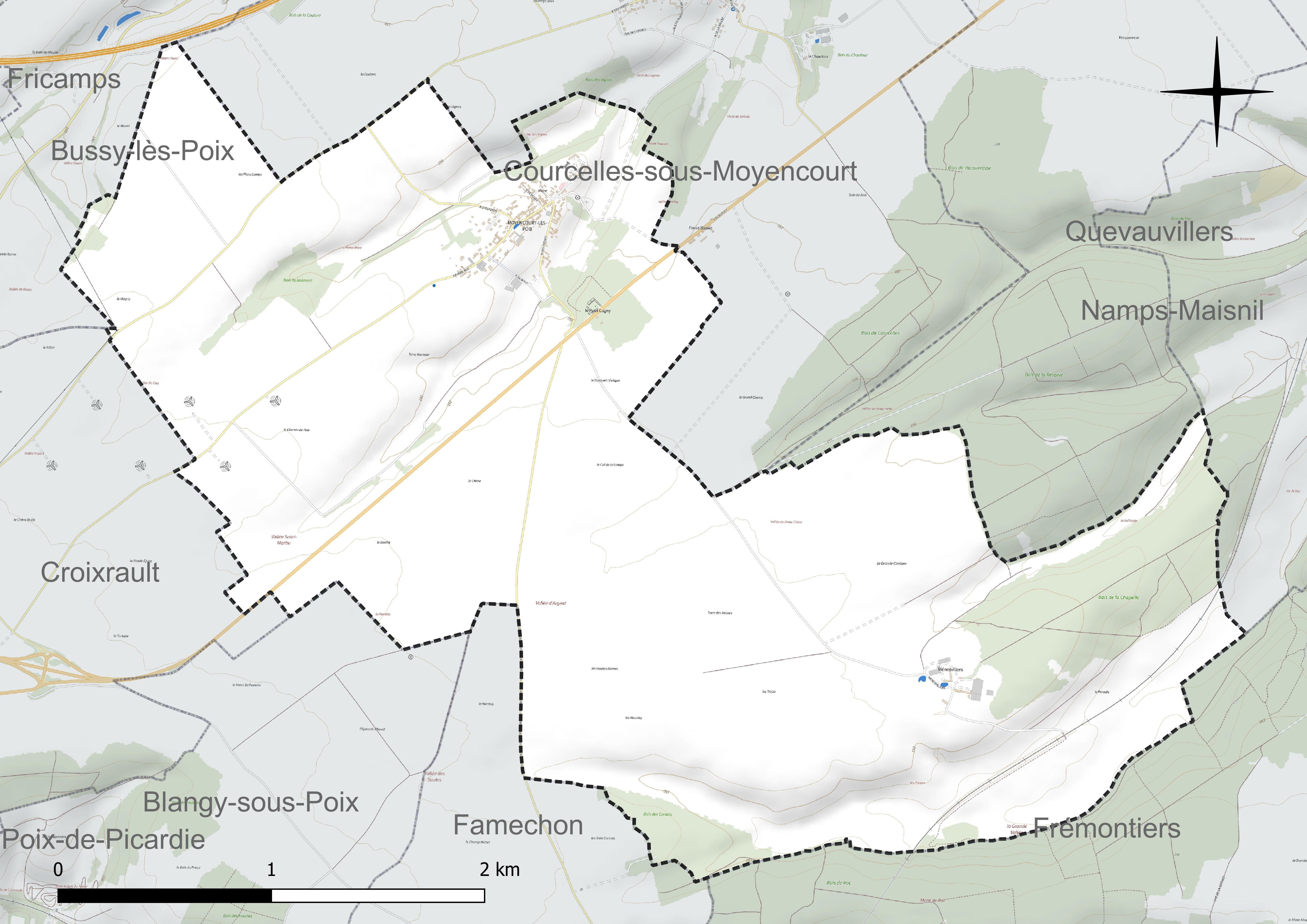
Réseau hydrographique de Moyencourt-lès-Poix.

### Climat
Pour des articles plus généraux, voir Climat des Hauts-de-France et Climat de la Somme.
En 2010, le climat de la commune est de type climat océanique dégradé des plaines du Centre et du Nord, selon une étude du CNRS s'appuyant sur une série de données couvrant la période 1971-2000. En 2020, Météo-France publie une typologie des climats de la France métropolitaine dans laquelle la commune est exposée à un climat océanique et est dans la région climatique Côtes de la Manche orientale, caractérisée par un faible ensoleillement (1 550 h/an) ; forte humidité de l'air (plus de 20 h/jour avec humidité relative > 80 % en hiver), vents forts fréquents.
Pour la période 1971-2000, la température annuelle moyenne est de 10,1 °C, avec une amplitude thermique annuelle de 13,8 °C. Le cumul annuel moyen de précipitations est de 740 mm, avec 12,5 jours de précipitations en janvier et 8,3 jours en juillet. Pour la période 1991-2020, la température moyenne annuelle observée sur la station météorologique la plus proche, située sur la commune de Saint-Arnoult à 24 km à vol d'oiseau, est de 10,4 °C et le cumul annuel moyen de précipitations est de 797,2 mm,. Pour l'avenir, les paramètres climatiques de la commune estimés pour 2050 selon différents scénarios d'émission de gaz à effet de serre sont consultables sur un site dédié publié par Météo-France en novembre 2022.

## Urbanisme

### Typologie
Au 1er janvier 2024, Moyencourt-lès-Poix est catégorisée commune rurale à habitat dispersé, selon la nouvelle grille communale de densité à sept niveaux définie par l'Insee en 2022.
Elle est située hors unité urbaine. Par ailleurs la commune fait partie de l'aire d'attraction d'Amiens, dont elle est une commune de la couronne,. Cette aire, qui regroupe 369 communes, est catégorisée dans les aires de 200 000 à moins de 700 000 habitants,.

### Occupation des sols
L'occupation des sols de la commune, telle qu'elle ressort de la base de données européenne d'occupation biophysique des sols Corine Land Cover (CLC), est marquée par l'importance des territoires agricoles (92,2 % en 2018), une proportion identique à celle de 1990 (92,2 %). La répartition détaillée en 2018 est la suivante : 
terres arables (84,1 %), zones agricoles hétérogènes (8,1 %), forêts (7,8 %). L'évolution de l'occupation des sols de la commune et de ses infrastructures peut être observée sur les différentes représentations cartographiques du territoire : la carte de Cassini (XVIIIe siècle), la carte d'état-major (1820-1866) et les cartes ou photos aériennes de l'IGN pour la période actuelle (1950 à aujourd'hui).

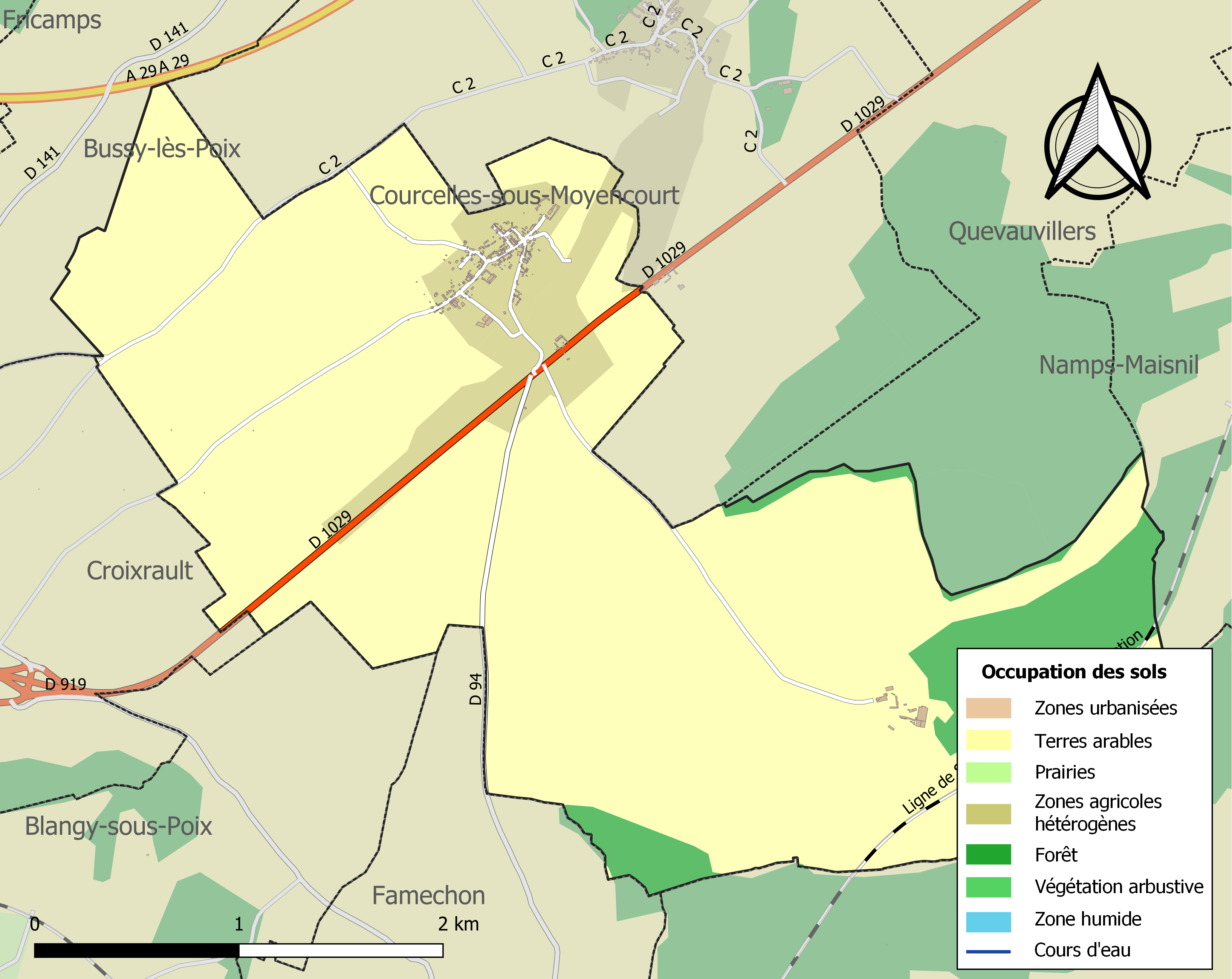
Carte des infrastructures et de l'occupation des sols de la commune en 2018 (CLC).

### Voies de communication et transports
La localité est desservie par les lignes de bus du réseau Trans'80, chaque jour de la semaine, sauf le dimanche et les jours fériés.
La commune est aisément accessible depuis l'ancienne route nationale 29 (actuelle RD 1029). L'autoroute A29 passe à l'extrême nord du territoire communal, et l'échangeur le plus proche est celui de Poix-de-Picardie (no 13).

## Toponymie
Le village, souvent dénommé Moyencourt-en-Vimeu a été désigné comme : Media curia (Daire), Maiencort en 1145 (Everard évéque d'Amiens, Cartulaire. St Jean) et en 1275 (Dom Grenie), — Mediaucurtis en 1151, Maiencurt en 1190 (Thibaut, évéque d'Amiens), en 1226 (jean de Conty. Archives de St-Quentin de Beauvais), Moyencourt en 1229 (Jean de Conty. Daire.), en 1562( Democharès), en 1757. (Cassini) et le 17 brumaire an X, Maiencourt en 1261 (Tit. de la chapelle S. Nicolas) et en 1301 (Pouillé), Moiencourt en 1421 (Sceau de Jean de Moyencourt) et en 1588 (Reg. aux comptes d'Amiens),  Miencourt en 1648 (Pouillé général), Moyencour en 1733 (G. Delisle) et en 1778 (De Vauchelle).
Son étymologie est fondée dans les mots latin Media curia, « au milieu du terrain ».
La Commune, instituée sous la Révolution française sous le nom de Moyencourt, a pris en 1908 celui de Moyencourt-lès-Poix.
La préposition « lès » permet de signifier la proximité d'un lieu géographique par rapport à un autre lieu. En règle générale, il s'agit d'une localité qui tient à se situer par rapport à une ville voisine plus grande. Par exemple, la commune de Moyencourt indique qu'elle se situe près de Poix-de-Picardie.

## Histoire
Sous l'Ancien Régime, le village relevait du diocèse, de l'élection et de l'archidiocèse d'Amiens, de la prévôté de Beauvaisis à Amiens et du doyenné de Poix.
Moyencourt-lès-Poix a été le siège d'un aérodrome militaire français de la Première Guerre mondiale. Lors de la Seconde Guerre mondiale, il servit à l'aviation allemande, de juillet 1940 à juillet 1942 sous le nom de « Flugplatz Poix – Öst ».

## Politique et administration

### Rattachements administratifs et électoraux
La commune se trouve dans l'arrondissement d'Amiens du département de la Somme. Pour l'élection des députés, elle fait partie depuis 2012 de la quatrième circonscription de la Somme.
Elle fait partie depuis 1793 du canton de Poix-de-Picardie. Dans le cadre du redécoupage cantonal de 2014 en France, ce canton, où la commune reste intégrée, est modifié et agrandi.

### Intercommunalité
La commune était membre de la communauté de communes du Sud-Ouest Amiénois (CCSOA), créée en 2004.
Dans le cadre des dispositions de la loi portant nouvelle organisation territoriale de la République du 7 août 2015, qui prévoit que les établissements publics de coopération intercommunale (EPCI) à fiscalité propre doivent avoir un minimum de 15 000 habitants, la préfète de la Somme propose en octobre 2015 un projet de nouveau schéma départemental de coopération intercommunale (SDCI) qui prévoit la réduction de 28 à 16 du nombre des intercommunalités à fiscalité propre du département.
Ce projet prévoit la « fusion des communautés de communes du Sud-Ouest Amiénois, du Contynois et de la région d'Oisemont », le nouvel ensemble de 37 412 habitants regroupant 120 communes,. À la suite de l'avis favorable de la commission départementale de coopération intercommunale en janvier 2016, la préfecture sollicite l'avis formel des conseils municipaux et communautaires concernés en vue de la mise en œuvre de la fusion.
La communauté de communes Somme Sud-Ouest (CC2SO), dont est désormais membre la commune, est ainsi créée au 1er janvier 2017.

### Liste des maires
| Période                                  | Période                      | Identité                   | Étiquette | Qualité                         |
| ---------------------------------------- | ---------------------------- | -------------------------- | --------- | ------------------------------- |
| Les données manquantes sont à compléter. |                              |                            |           |                                 |
| en fonction en 1964                      |                              | Louis Paillart             |           |                                 |
| Les données manquantes sont à compléter. |                              |                            |           |                                 |
| 2001                                     | 2008                         | Jean-Claude Van Der Meeren |           |                                 |
| mars 2008                                | En cours (au 8 octobre 2020) | Jean-Pierre Demarquet      |           | Réélu pour le mandat 2020-2026, |

## Population et société

### Démographie
L'évolution du nombre d'habitants est connue à travers les recensements de la population effectués dans la commune depuis 1793. Pour les communes de moins de 10 000 habitants, une enquête de recensement portant sur toute la population est réalisée tous les cinq ans, les populations de référence des années intermédiaires étant quant à elles estimées par interpolation ou extrapolation. Pour la commune, le premier recensement exhaustif entrant dans le cadre du nouveau dispositif a été réalisé en 2006.

En 2022, la commune comptait 165 habitants, en évolution de −8,33 % par rapport à 2016 (Somme : −1,26 %, France hors Mayotte : +2,11 %).
| 1793 | 1800 | 1806 | 1821 | 1831 | 1836 | 1841 | 1846 | 1851 |
| ---- | ---- | ---- | ---- | ---- | ---- | ---- | ---- | ---- |
| 442  | 492  | 491  | 508  | 531  | 513  | 517  | 504  | 460  |

| 1856 | 1861 | 1866 | 1872 | 1876 | 1881 | 1886 | 1891 | 1896 |
| ---- | ---- | ---- | ---- | ---- | ---- | ---- | ---- | ---- |
| 447  | 409  | 389  | 348  | 352  | 327  | 311  | 297  | 267  |

| 1901 | 1906 | 1911 | 1921 | 1926 | 1931 | 1936 | 1946 | 1954 |
| ---- | ---- | ---- | ---- | ---- | ---- | ---- | ---- | ---- |
| 248  | 247  | 232  | 187  | 205  | 200  | 175  | 197  | 185  |

| 1962 | 1968 | 1975 | 1982 | 1990 | 1999 | 2006 | 2011 | 2016 |
| ---- | ---- | ---- | ---- | ---- | ---- | ---- | ---- | ---- |
| 158  | 153  | 171  | 172  | 159  | 159  | 163  | 165  | 180  |

| 2021 | 2022 | - | - | - | - | - | - | - |
| ---- | ---- | - | - | - | - | - | - | - |
| 171  | 165  | - | - | - | - | - | - | - |

### Équipements municipaux
La salle des fêtes, construite en 1953, a été rénovée, mise aux normes et rendue accessible aux personnes à mobilité restreinte (PMR) en 2018, pour un coût de 170 000 €, dont 90 000 € restent à la charge de la commune.
La mairie est, elle, mise aux normes d'accessibilité en 2019.

## Culture locale et patrimoine

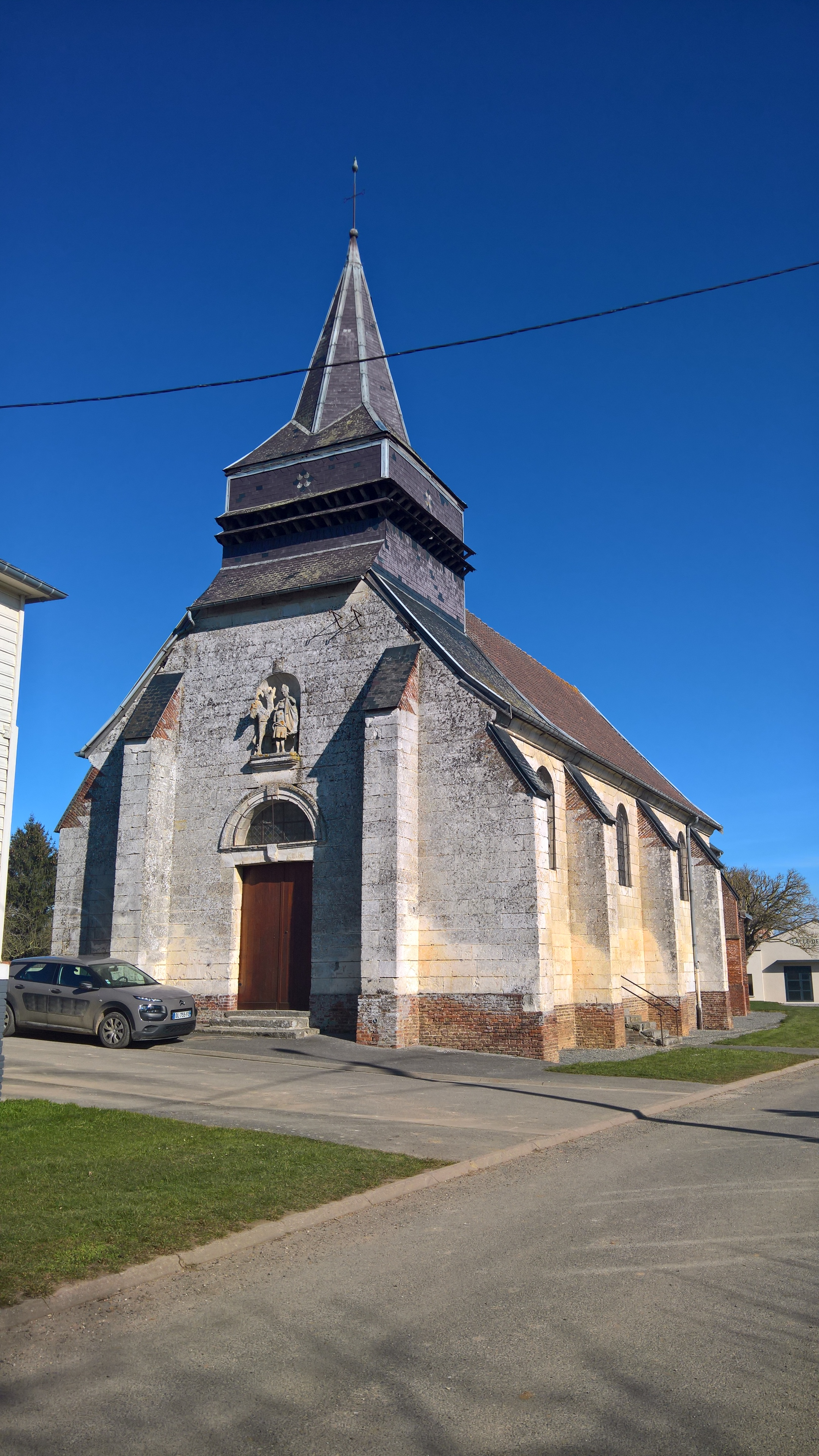
Façade de l'église

### Lieux et monuments
- Église Saint-Martin. Une statue équestre de l'évêque de Tours se trouve au-dessus du portail d'entrée. Elle date de la construction de l'église, fin XVIIIe siècle[35].

Église Saint-Martin
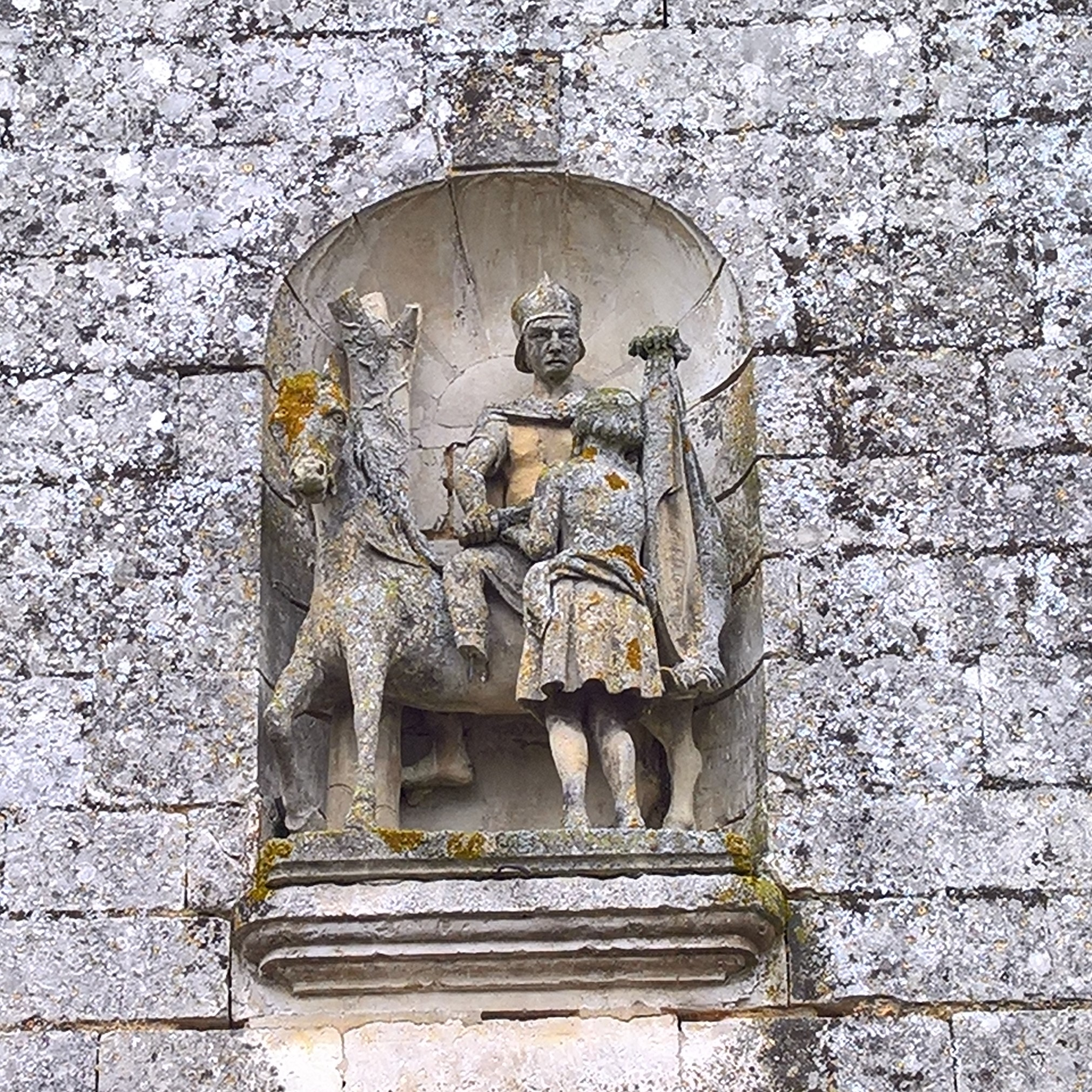
Statue de Saint-Martin sur la façade principale
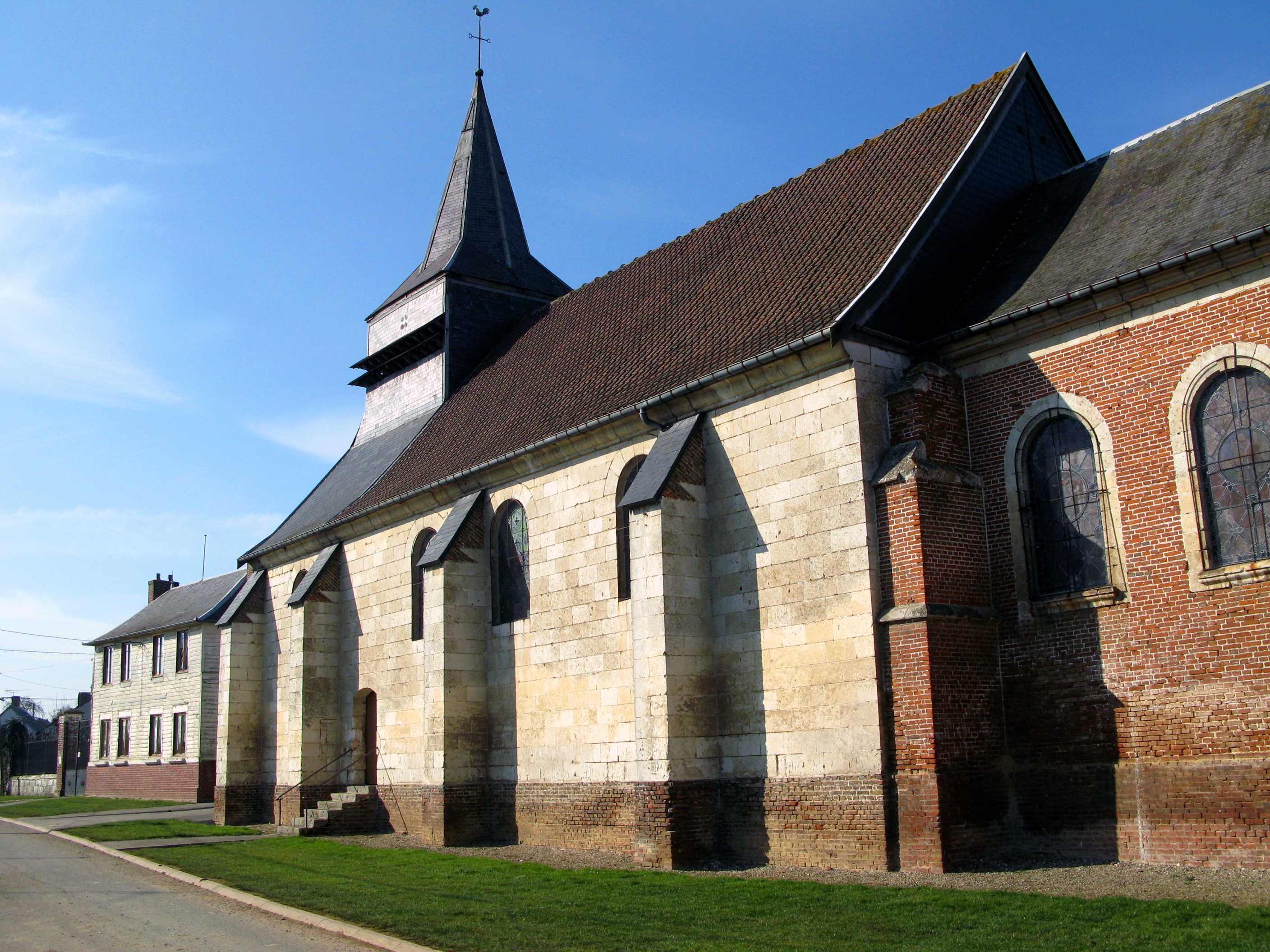
Le côté de l'église
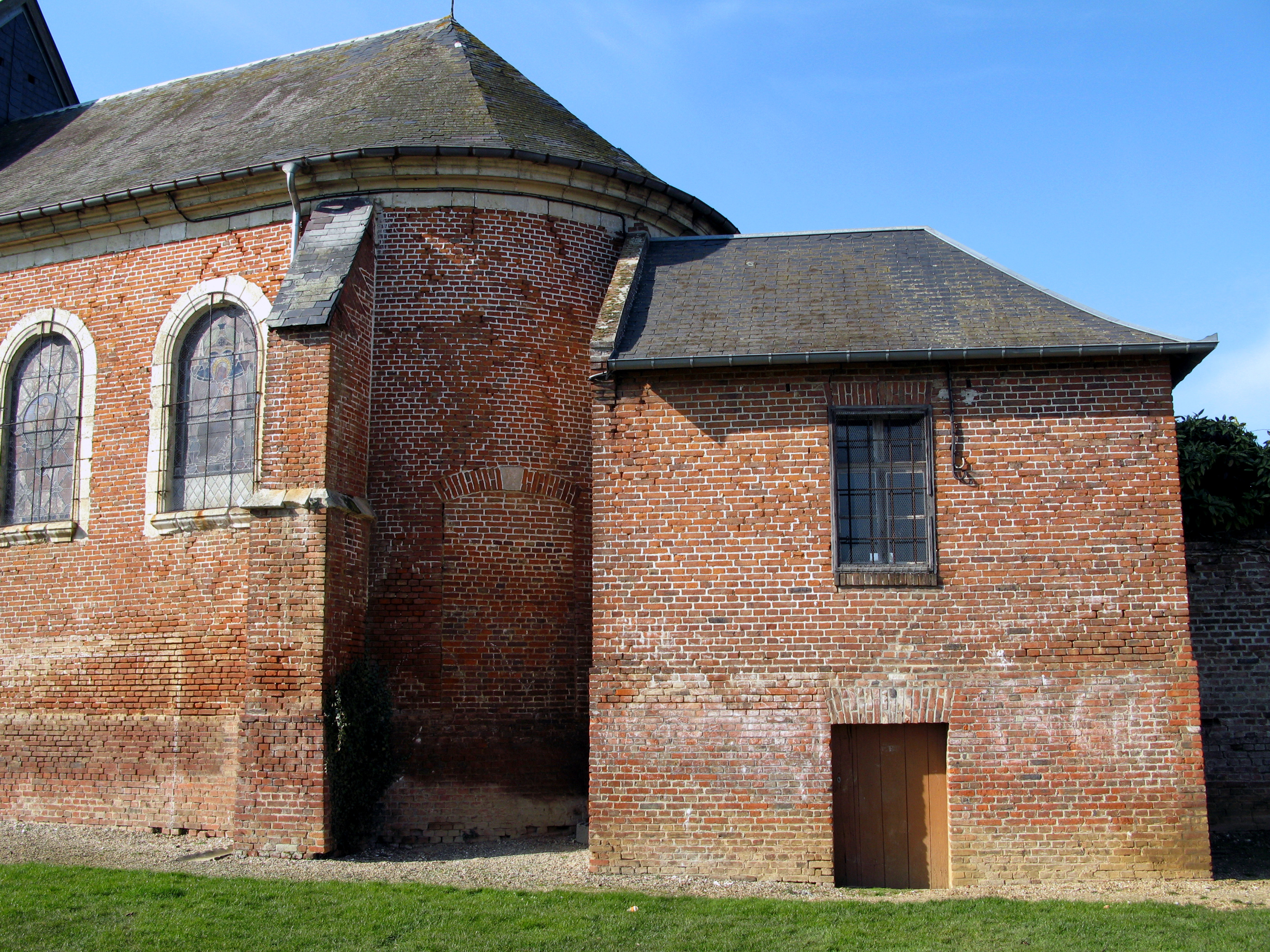
Le chevet de l'église et la sacristie

- Chapelle de l'Ecce Homo, créée primitivement par Adam de Moyencourt, seigneur local au XIIIe siècle, revenu indemne des Croisades. Reconstruite plusieurs fois, les derniers travaux, de 1986, conservent son soubassement  de brique et ses murs en torchis[35].
- Chapelle funéraire avec cloche de Dame Perrine Domon (Ferme de Ménesvillers). Elle est issue d'une donation faite en 1170 à l'abbaye du Gard[35].
- Château en pierre et brique de style Louis XIII[36], avec un fronton avec armes sculptées, et son parc[37].

- La « maison du Bailly » correspond à une poterne du château qui abrite une Vierge à l'enfant[35].

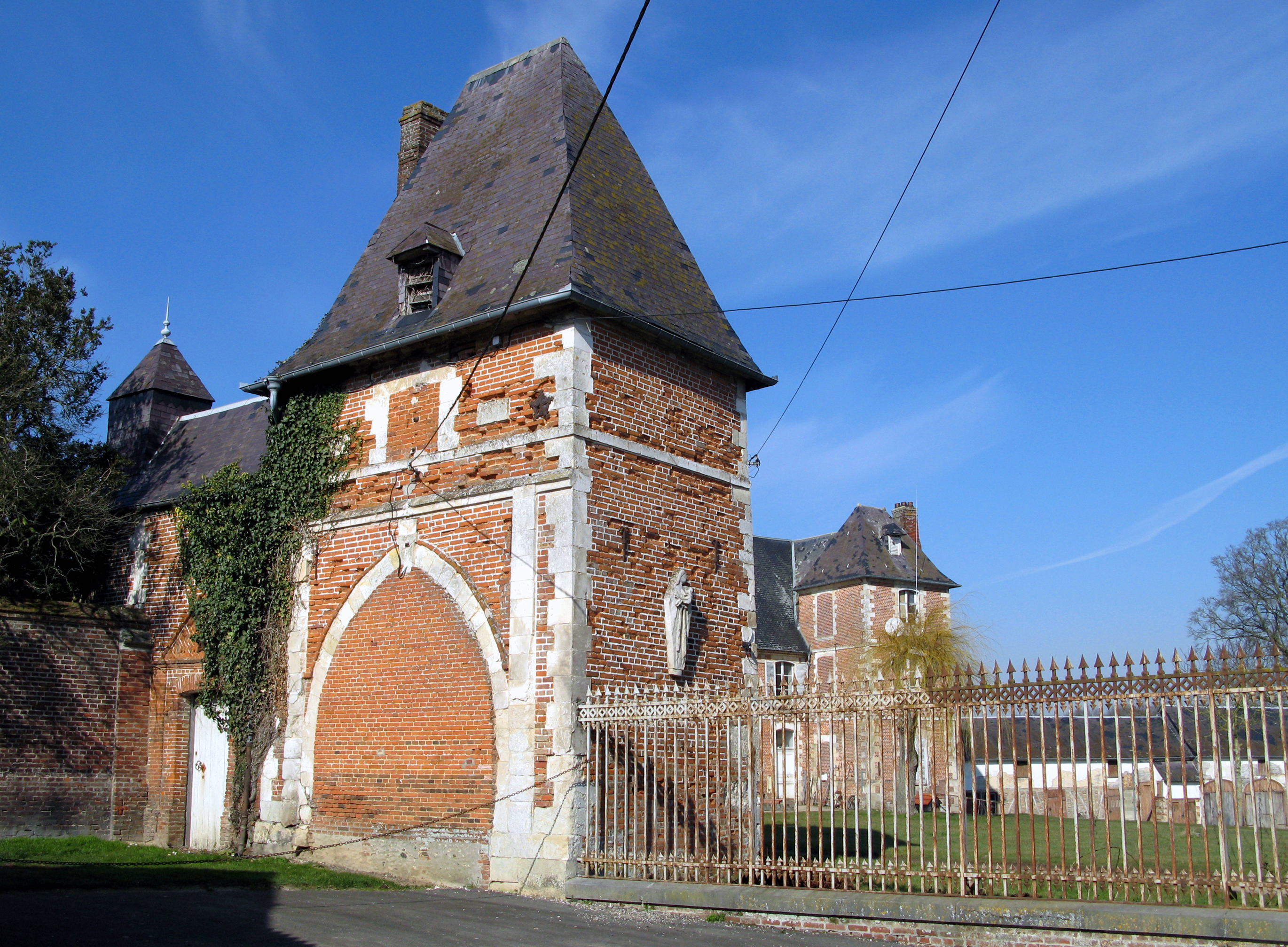
La maison du Bailly, à l'entrée du château.
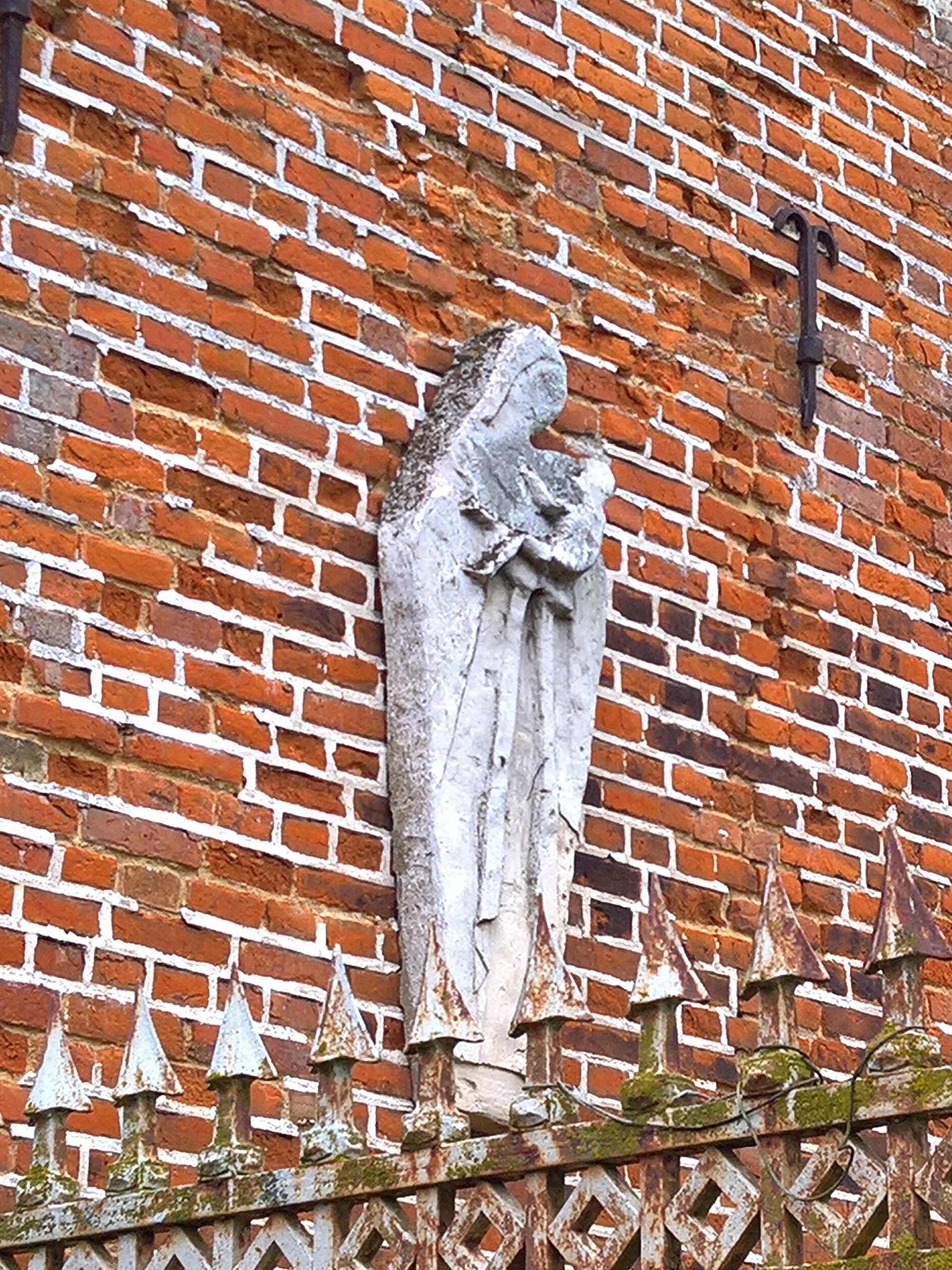
Statue de la Vierge de la Maison du Bailly
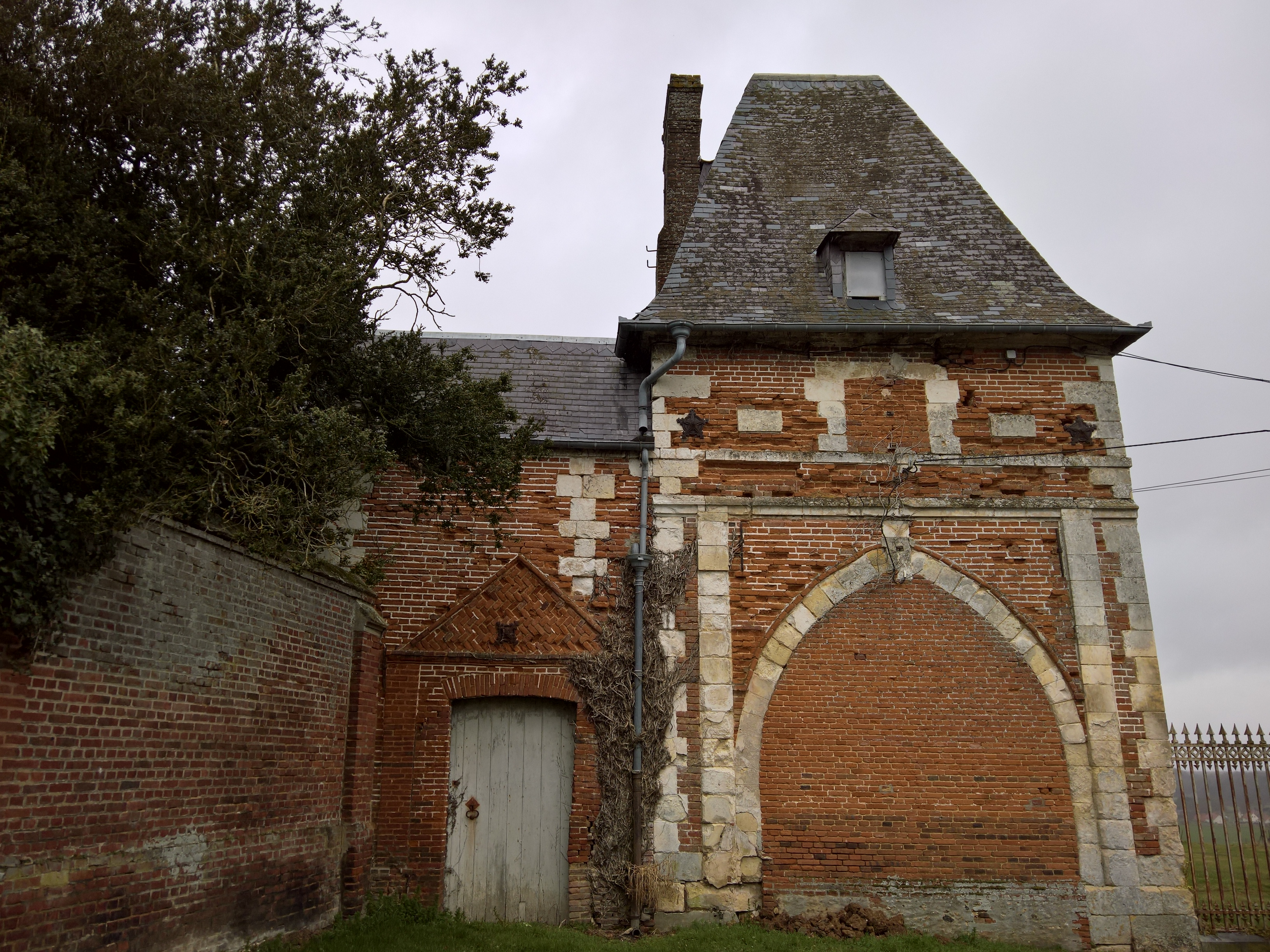
La maison du Bailly
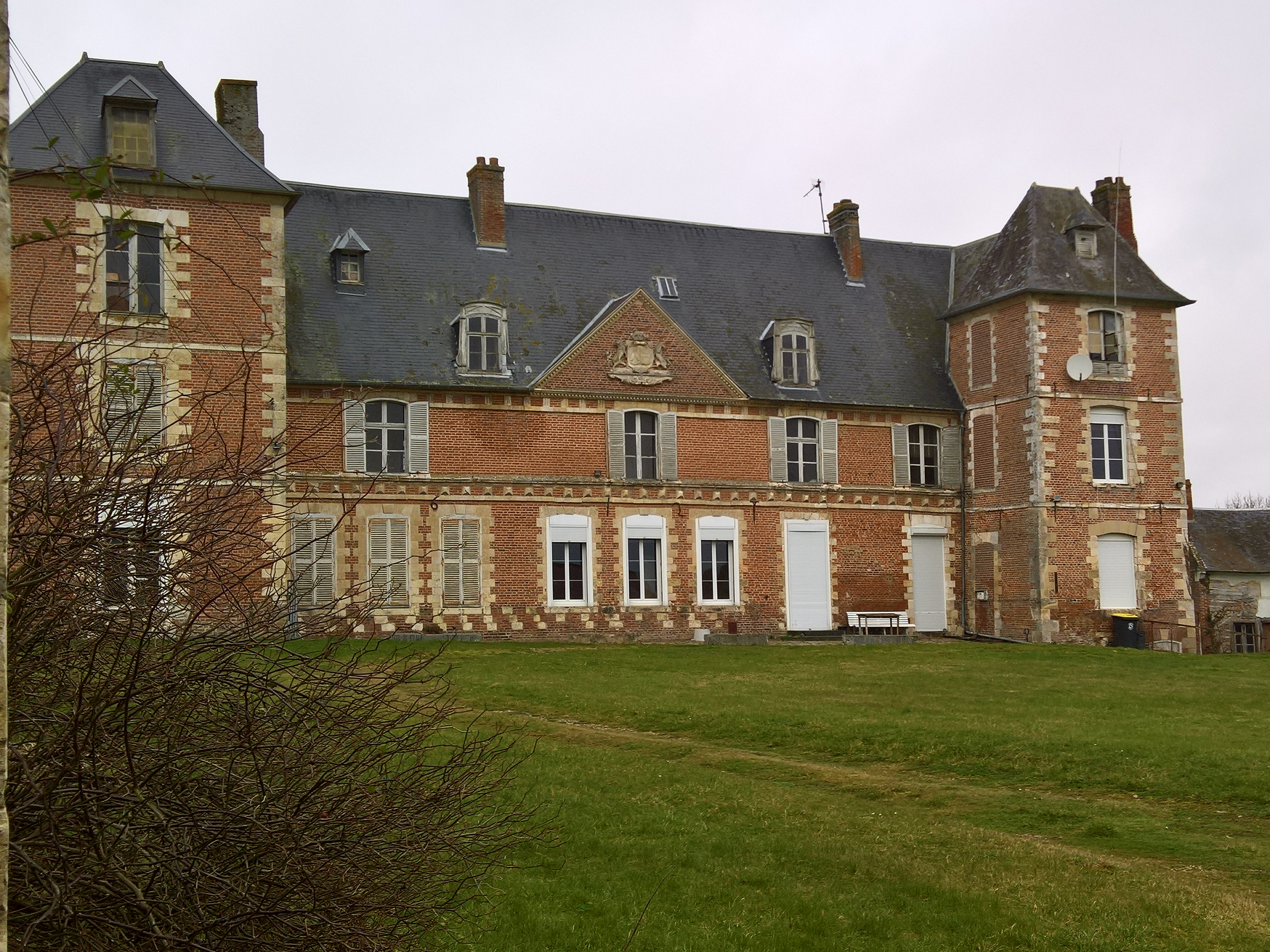
Le Château
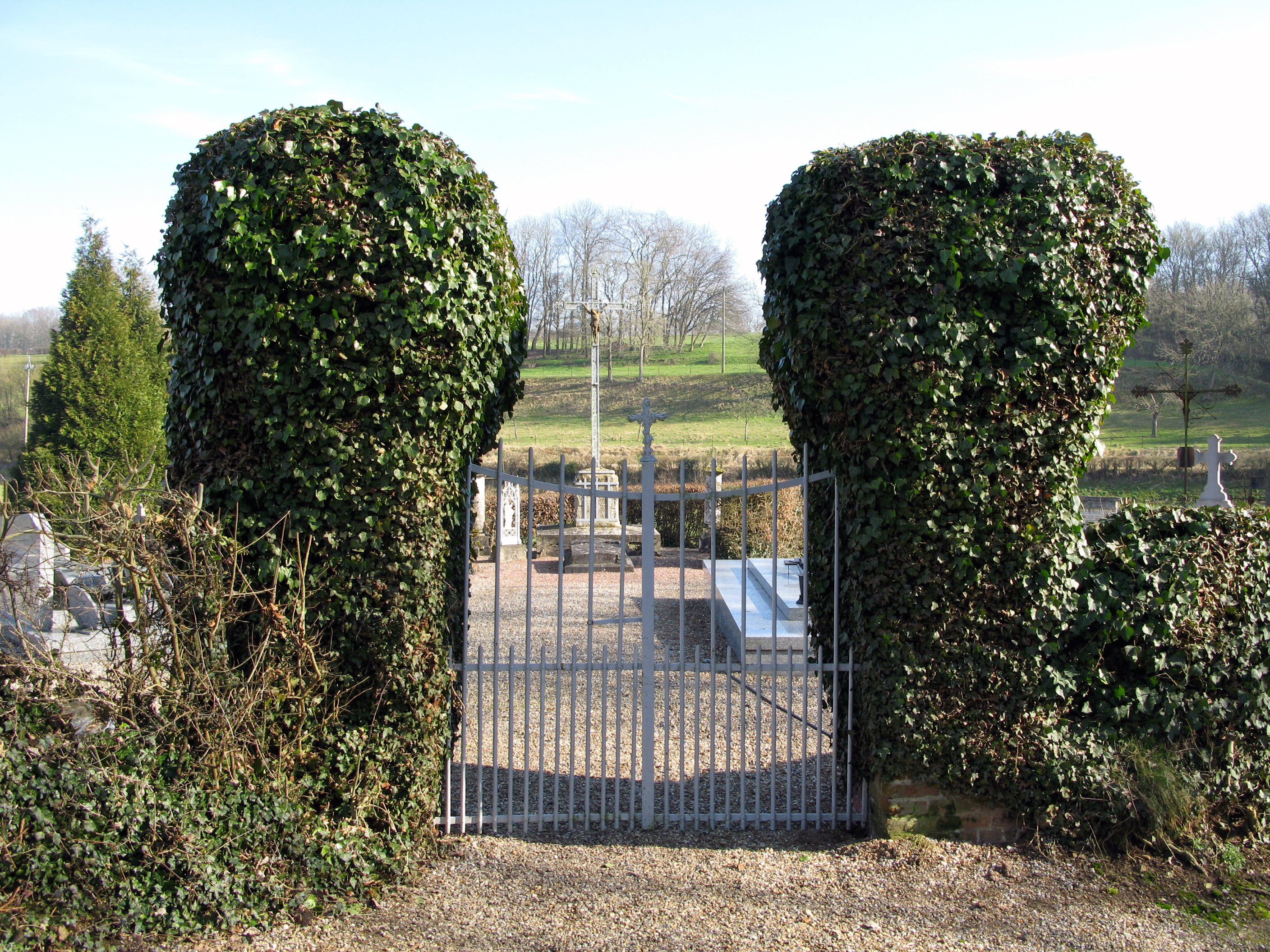
Entrée du cimetière

### Personnalités liées à la commune
- Adam de Moyencourt est le seigneur du village au XIIIe siècle, il participe aux croisades[35].
- En 1666, l'église contenait une épitaphe retraçant la généalogie de la famille fe Moyencourt : « À la mémoire de nobles seigneurs de MOYENCOURT, Messires : Adam, chevalier, seigneur de MOYENCOURT, mort en 1218; père de Firmin, mort en 1254; père de Gaultier, mort en 1286; père de Raoul, mort en 1339; père de Vincent, mort en 1360; père de Robert Ier mort en 1402; père de Pierre, mort en 1443 ; père de Jean Ier, mort en 1497, père de Robert II, mort en 1504 ; père de Jean II dit Hector de MOYENCOURT, chevalier, seigneur dudit lieu, qui trépassa le 17 juillet 1562, et de noble dame Philippine d'Aumalle, sa femme, qui trépassa le 24 octobre 1573, père et mère de Hector de MOYENCOURT, chevalier, seigneur dudit lieu, qui mourut le 14 octobre 1574; et aussi noble dame Suzanne de Clairy, sa « femme, qui mourut le 20 novembre 1550; ces deux derniers morts père et mère de Pierre de MOYENCOURT qui fit ériger ce monument, avec Noël, son fils aîné, l'an du Seigneur 1598[38] ».

### Héraldique
|  | Les armes de la commune se blasonnent ainsi : de gueules à la bande d'argent, chargée en chef d'une croisette fichée de sable, au chef d'or chargé de trois croisettes potencées aussi de sable. |